# پترویورو
پترویورو، (به انگلیسی: Petroeuro) میزان حجم معاملات نفتی بر پایه یورو، در برابر واحد دلار آمریکا (پترودلار یا دلارهای نفتی) می‌باشد. در واقع واژه پترویورو یا یوروهای نفتی، به معامله هرگونه منابع طبیعی مانند نفت خام، که با ارز یورو انجام گرفته باشد، گفته می‌شود. تا پیش از موافقت‌نامه‌های ۱۹۷۱ و ۱۹۷۳ نفت اوپک به‌طور انحصاری، با واحد پولی دلار آمریکا به‌فروش می‌رسید، که تقاضای دائمی برای دلار در بازار ارز بین‌المللی ایجاد می‌کرد، ولی از آن پس، اوپک از یورو، دلار، ین، روپیه یا ارزهای دیگر نیز استفاده نمود.